# Республиканский государственный академический уйгурский театр музыкальной комедии имени К. Кужамьярова
Республиканский государственный академический уйгурский театр музыкальной комедии имени Куддуса Кужамьярова (каз. Мемлекеттік Құдыс Қожамьяров атындағы ұйғыр музыкалық комедия театры) — театр в южной столице Казахстана Алма-Ате, первый и единственный в мире профессиональный театр уйгурского народа.

## Становление
Зарождение уйгурского театра в Казахстане относится к началу 1920-х годов, когда в Алма-Ате был открыт клуб национальных меньшинств, где работал уйгурский драматический кружок. Здесь были поставлены сатирическая комедия «Мансаппараст» А. А. Розыбакиева (1919), пьесы «Садыр Хонрук» З. Башири (1923), «Назугум» Н. Х. Абдусаматова, М. Имашева и Ж. Ганиева (1925).
24 сентября 1934 года постановкой музыкальной драмы «Анархан» Д. Асимова и А. Садырова открылся областной уйгурский театр музыкальной драмы. В 1941-1961 годах театр работал в селе Шелек Алма-Атинской области, как Уйгурский областной музыкально-драматический театр.
В 1930—1940-е годы в театре были поставлены спектакли: «Аршин мал алан» У. А. Гаджибекова (1935), «Козы Корпеш — Баян сулу» Г. М. Мусрепова (1938), «Манон» К. Хасанова, «Свадьба в Малиновке» Л. А. Юхвида и Б. А. Александрова (оба в 1939 году), «Гарип и Санам» И. Саттарова и В. И. Дьякова (1941, 1972), «Лекарь поневоле» Ж. Б. Мольера и другие. Были осуществлены постановки спектаклей по произведениям советских драматургов («Тахир и Зухра» С. Абдуллы, 1945; «Проделки Майсары» и «Бай и батрак» Х. Н. Хамзы, 1951, 1954; «Нурхан» К. Яшена, 1952, 1971; «Садыр палван» А. Махпирова, 1958; «Кайнам» и «Назугум» Ж. Босакова, 1967, 1980), русской и зарубежной драматургии («Хозяйка гостиницы» К. Гольдони, 1953; «Женитьба» Н. В. Гоголя, 1955; «Зыковы» А. М. Горького, 1958 и другие).
В 1957 году был поставлен спектакль «Семья» И. Ф. Попова, где впервые на уйгурской сцене был воссоздан образ молодого В. И. Ленина, роль которого исполнил М. К. Бакиев.
В формировании творческого облика театра значительную роль сыграли актёры — народные артисты Казахской ССР М. К. Бакиев, М. Т. Семятова, С. Е. Саттарова, А. Шамиев, заслуженные артисты Казахской ССР Д. Асимов, Т. Бахтыбаев, Г. Джалилов, М. Зайнаудинов, Х. Илиева, Р. Тохтанова; режиссёры — А. Ибрагимов, А. К. Марджанов, Д. Садырова, народный артист Казахской ССР Б. В. Омаров, заслуженные деятели искусств Казахской ССР С. Р. Башоян, К. Р. Джетписбаев, заслуженный артист Казахской ССР В. И. Дьяков и другие.

## Республиканский театр в Алма-Ате
В 1961 году театр переехал в Алма-Ату, где он был размещён в здании по ул. Пушкина, 41. В том же году он был переименован в Республиканский уйгурский музыкально-драматический театр, а в 1967 году — в Уйгурский театр музыкальной комедии. В 1969 года переехал в здание по ул. Дзержинского (сейчас Наурызбай батыра), 83 с залом на 480 мест, который разделял с Корейским театром музыкальной комедии, в котором работает до настоящего времени.
В 1974 году при театре был создан вокально-инструментальный ансамбль «Яшлык» (руководитель Мурат Ахмадиев), ставший дипломантом 6-го Всесоюзного конкурса артистов эстрады в Ленинграде в 1978 году, конкурса политической песни в Ереване в 1979 году, 1-го Всесоюзного конкурса политических песен стран социалистического содружества в Ялте в 1980 году, 12-го Всемирного фестиваля молодёжи и студентов в Москве в 1985 году. В 1980 году ВИА «Яшлык» за концертно-исполнительскую деятельность 1974—1980 годов и активное участие в эстетическом воспитании молодёжи стал лауреатом премии Ленинского комсомола Казахстана. Ансамбль гастролировал в городах СССР, а также в Венгрии (1979), Болгарии (1981), Румынии (1984).
В 1960—1980-х годах в театре были поставлены спектакли по пьесам уйгурских авторов: «Нужен ли доктор?» М. Зульпикарова и С. Хасанова (1963), «Незабываемые дни» М. Кабирова и М. Мушрапилова, «Ходжа Насреддин» Ю. Мухлисова (оба в 1966 году), «Назугум» К. Хасанова и С. Р. Башояна (1969), «Лашман» З. Самади (1970), «Водоворот» Ж. Бусакова (1971), «Лутпулла» (1971) и «Буря» (1977) Х. А. Абдуллина, «Рождённые не умирают» (1973), «Тайны мукамов» (1981) и «Дехкане» (1985) А. А. Аширова, «Одно лето, одна зима» М. К. Бакиева (1979), «Печальные дни» (1979), «Священные шаги» (1980) и «Наказание» (1983) Д. Рузиева, «Билал Назым» Ш. Шаваева (1982), «Ковровщицы» М. Зульпукарова (1984), а также спектакли «Алжир — родина моя» А. О. Гинзбурга (1961), «Отелло» У. Шекспира (1964), «Третья патетическая» Н. Ф. Погодина (1967), «Белое платье матери» Ш. Хусаинова (1976), «Белый пароход» по Ч. Т. Айтматову, «Бунт невесток» С. Ахмада (оба в 1978 году), «Жених и невеста» М. Байджиева, «Гнев Одиссея» А. В. Вальехо (оба в 1979 году) и другие.
В 1981 году коллектив театра гастролировал в Москве. В 1984 году театр был награждён орденом «Знак Почёта».
В 1980-х годах в коллективе театра — народные артисты Казахской ССР — Акбарова Зинат Аскаровна, К. Абдрасулов, М. К. Бакиев, Р. С. Илахунова, Н. Д. Маметова. Заслуженные артисты Казахской ССР — Акбарова Адалят Аскаровна. Заслуженные деятели искусств Казахской ССР — Акбаров Анвар Аскарович К. Р. Джетписбаев, П. Н. Ибрагимов и другие. Специально для спектаклей театра музыку писали композиторы — народный артист СССР К. Х. Кужамьяров и И. Масимов.

## После обретения независимости Казахстаном
- 1997 год — впервые Уйгурский театр музкомедии выходит на международную арену — участвует в IX международном фестивале экспериментальных постановок в Каире (Египет).
- 1998 год — фестиваль визуального искусства «Медиавэйв-98» в Венгрии, затем следуют гастроли в Турцию, Китай, Финляндию, Швейцарию, Англию, Америку и другие зарубежные страны.
- 1 октября 2002 года Уйгурский театр открыл свой сезон в реконструированном здании на улице Наурызбай батыра в центре Алма-Аты, в котором находится с 1969 года (см. фото). На торжественной презентации здания театра присутствовал президент Казахстана Нурсултан Назарбаев[9].
- 2003 год — в дни 200-летнего юбилея казахского народного поэта и борца за свободу Махамбета Утемисова театр стал лауреатом XI Республиканского театрального фестиваля в Уральске (ЗКО) со спектаклем «Махамбет» (драматург А. Тарази, режиссёр Саулебек Асылханов, хореограф Гульнара Саитова).
- 3 марта 2005 года Государственному республиканскому уйгурскому театру музыкальной комедии в канун его 70-летия Постановлением Правительства Казахстана было присвоено имя народного артиста СССР Куддуса Кужамьярова[10].
- В декабре 2006 года театр побывал со спектаклем «Бунт невесток» Саида Ахмада (режиссёр Мухитжан Изимов) в городе Урумчи (Китай).
- В 2007 году многолетний директор театра Мурат Ахмадиев был избран депутатом Мажилиса Парламента Казахстана. Его заменил Адиль Жамбакиев — основатель поп-группы «Дервиши».
- В 2016 году, в честь 25-летия Независимости Республики Казахстан, уйгурский театр был удостоен звания «академический».
- Также, особым периодом в истории театра стал 2021 год. В этот год театр получил значительное внимание со стороны государства, его сцена была полностью обновлена, а также дополнена современным оборудованием для проведения спектаклей и представлений на самом высоком уровне.
- Особо необходимо отметить, что в уйгурском театре сформировались фольклорный ансамбль «Нава», танцевальная труппа «Рухсарә», а также эстрадные ансамбли «Яшлиқ» и «Сада». Эти творческие коллективы создают уникальные и привлекательные композиции, которые объединяют и совмещают традиционные и современные музыкальные инструменты, и стили, вдохновленные работами многих талантливых композиторов и музыкантов.
- Коллектив уйгурского театра активно вносит свой вклад в общую культуру народов Казахстана представляя собой одну из ярких граней многонациональной культуры страны. Коллектив принимает участие в различных конкурсах и фестивалях как на национальном, так и на международном уровнях способствуя расширению разнообразного культурного наследия, способствуя сохранению и укреплению культурных ценностей.

## Здание театра
Клуб НКВД им. Дзержинского было построен в 1935 году архитектором И. Буровцевым. Клуб располагал залом на 480 мест.
В 1969 году в здание переезжает Театр уйгурский музыкальной комедии.
В 1994—2002 годах здание театра было реконструировано.

### Архитектура
Здание было построено с многоступенчатым центральным полукруглым фасадом. Строение имело ярко выраженные элементы конструктивизма. На центральный фасад выходил большой балкон. Два торцевых корпуса предназначались сначала для помещений клуба, а затем для нужд театра.
В результате реконструкции была увеличена площадь 2, 3 и 4 этажей, вследствие чего был утрачен многоступенчатый фасад и облик здания был кардинально изменён — два торцевых корпуса фактически стали едиными с входной группой.

### Памятник истории и культуры
4 марта 1987 года было принято Решение исполнительного комитета Алма-Атинского городского Совета народных депутатов № 6/127 «О включении в Государственный список памятников истории и культуры города Алма-Аты местного значения зданий ТЮЗа по пр. Коммунистическому, 38 и Государственного уйгурского театра музыкальной комедии по ул. Дзержинского, 83». Решением предусматривалось оформить охранное обязательство и разработать проекты реставрации памятников.
10 ноября 2010 года был утверждён новый Государственный список памятников истории и культуры местного значения города Алматы, одновременно с которым все предыдущие решения по этому поводу были признаны утратившими силу. В этом Постановлении здание не было указано, так как фактически утратило свой архитектурный облик.